# امنیت جمعی
امنیت دسته‌جمعی را می‌توان تمهیدی دانست که در آن دولت‌های حاضر در نظام سیاسی، منطقه‌ای، یا جهانی می‌پذیرند که امنیت هر عضو به همهٔ اعضاء نظام مربوط است و از این‌رو متعهد می‌شوند در برابر تهدیدها و تجاوزها به صلح واکنشی دسته‌جمعی نشان بدهند. امنیت دسته‌جمعی از سازمان اتحادهای نظامی بلندپروازانه‌تر است، چرا که در آن همهٔ کشورهای یک نظام شرکت دارند و همچنین در آن تلاش می‌شود دامنه‌ای گسترده از تهدیدها را پیش‌بینی کرد. بااینکه آرمان امنیت دسته‌جمعی سابقه‌ای طولانی در تاریخ دارد، اجرای آن در عالم واقع دشوار نموده‌است. برای اینکه امنیت دسته‌جمعی امکان ظهور یابد، نیاز به پیش‌زمینه‌هایی است که از جمله می‌توان از آمادگی مقابله با تجاوز به دیگر کشورها، همدلی در ارزش‌های امنیتی و آرمان‌ها دربارهٔ نظم جهانی، و توان نادیده گرفتن منافع ملی در جهت دفاع از امنیت مشترک نام برد. جامعه ملل و سازمان ملل متحد دو سازمانی هستند که برای واقعیت بخشیدن به آرمان امنیت دسته‌جمعی جهانی تأسیس شده‌اند.